# Кинешемский мост
Кинеше́мский мост — четырёхполосный автомобильный мостовой переход через реку Волгу в Ивановской области России. Мост связывает Кинешемский район и городской округ Кинешма с одной стороны, и Заволжский район с другой стороны реки. Мост находится на автодороге Кинешма — Островское (бывшая Р101). Движение пешеходов по мосту запрещено. Находится в 8 км выше по Волге от центра Кинешмы у западной границы города. Общая длина моста составляет 1646 метров.

## История
Предпосылки к возведению железнодорожного моста в Кинешме возникли с появлением тупикового железнодорожного сообщения до станции Кинешма в 1871 году. «Кинешемский тупик» тогда предлагалось ликвидировать путём строительства моста и железной дороги Кинешма — Мантурово или Кинешма — Судиславль. Эти проекты осуществлены не были.
В XX веке возникла необходимость вывоза продукции с Заволжского химического завода. В 1973 году для этих целей была построена тупиковая линия Первушино — Заволжск — Химразъезд. Для того чтобы соединить две тупиковых ветки, осталось построить мост через Волгу. Разработка проекта институтом «Гипротрансмост» началась в 1976 году, заказчиками выступали союзные министерства: МПС, Минавтодор, Минсельхозпрод, Минхимпром, Минобороны. Изначально предполагался как совмещённый железнодорожно-автомобильный двухуровневый мост. В верхнем ярусе предполагалось автомобильное движение в двух полосах, в нижнем ярусе железнодорожный путь.
В 1984 году началось строительство первой очереди мостового перехода. Первая очередь предполагала возведение опор и монтаж пролётных строений под железнодорожную нагрузку, а также строительство железнодорожных подходов. Вторая очередь подразумевала монтаж автодорожных железобетонных пролётных строений левобережной эстакады, а также сооружение автодорожных подходов с развязками. Базой мостостроителей стала расположенная по соседству с мостом усадьба «Студёные Ключи».
- Строительство моста в 1980-х<ref

Строительство моста в 1980-х
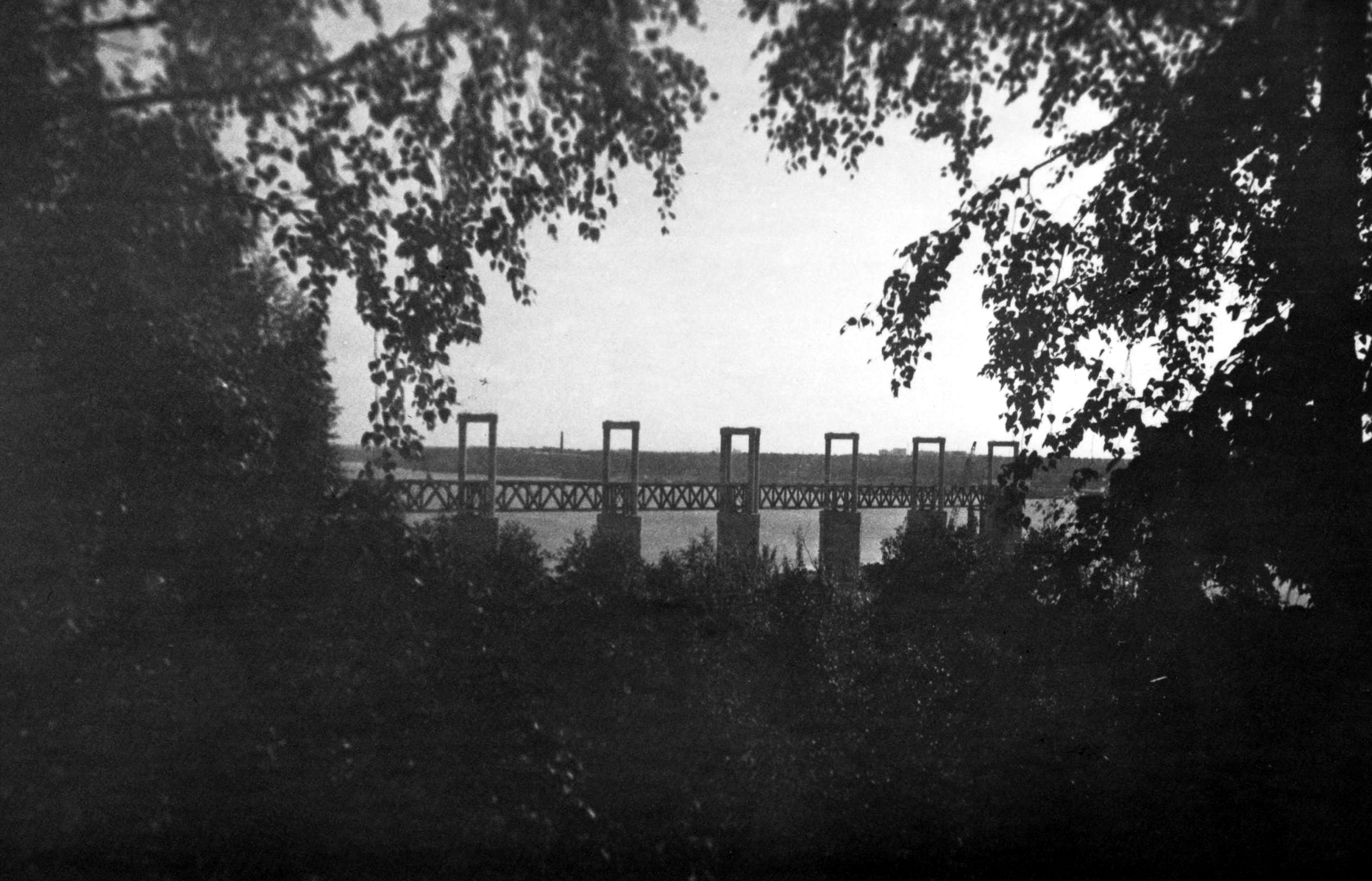
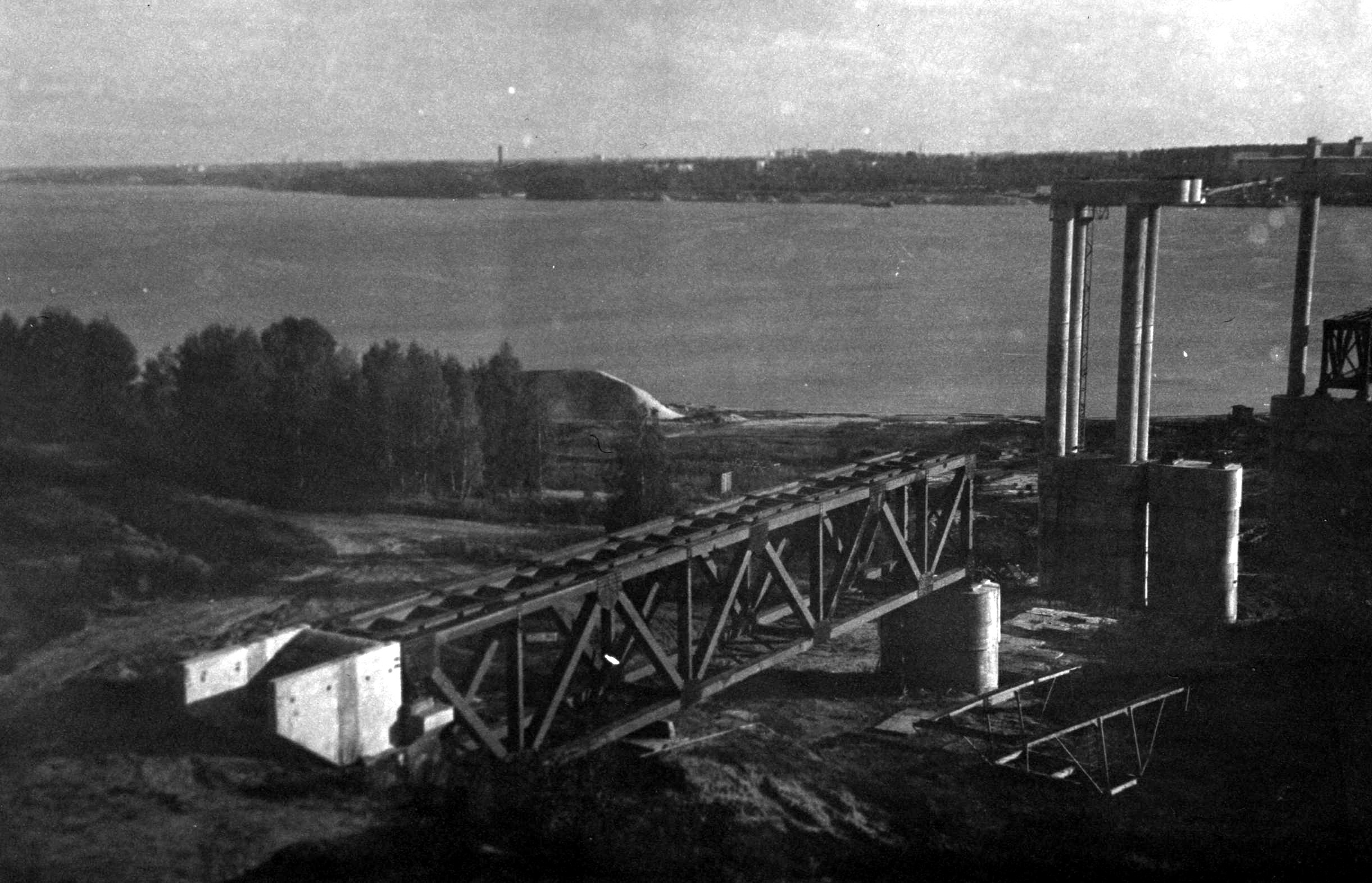
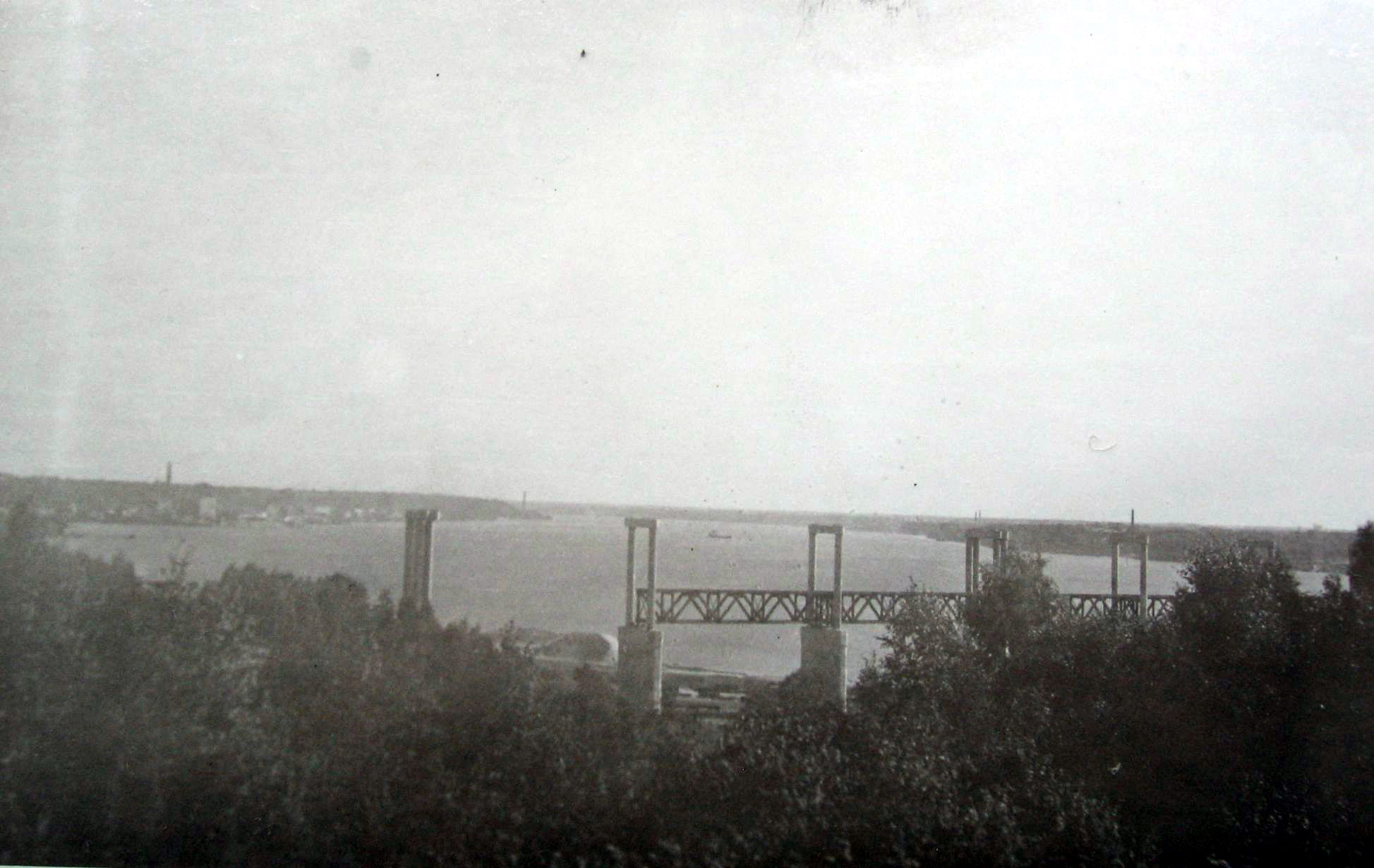

До 1996 года строительство шло за счёт МПС. За это время целиком были сооружены все опоры, смонтированы металлоконструкции железнодорожного проезда левобережной эстакады и пролёты русловой части моста, частично построены автодорожные и железнодорожные подъезды к мосту. В 1996 году финансирование прекратилось. Работы были законсервированы, строительное имущество было распродано на металлолом или разворовано.
В конце 1990-х годов было решено возобновить строительство моста в совмещённом варианте, однако позднее, в начале 2000-х, было решено отказаться от железнодорожной составляющей. Мост продолжили возводить только в автодорожном варианте с увеличенным до четырёх полос габаритом проезда. Все железнодорожные пролётные строения были разобраны, автомобильная эстакада на дамбе демонтирована, были построены автодорожные пролёты. Строительство осуществлял ярославский «Мостоотряд № 6». Полная длина мостового перехода (с подходами) составила 4,8 км. Проект мостового перехода был выполнен ОАО «Институт Гипростроймост» в 1999—2002 годах. Монтаж руслового пролётного строения осуществлялся методом продольной надвижки без использования промежуточных опор, с пролётом в 154 м. Совместно с ЦАГИ были проведены модельные испытания в аэродинамической трубе, что позволило разработать мероприятия по стабилизации головной части пролётного строения в период монтажа. 15 ноября 2003 года было открыто движение автотранспорта. Открывал мост председатель Государственной думы России Борис Грызлов.
После завершения работ над мостом началось строительство нового участка дороги Заволжск — Островское длиной в 44 км, с выходом на трассу Р243 Кострома — Киров — Пермь. В Ивановской области на расстоянии в 8,9 км до границы области была проложена дорога в нижнем слое щебёночного основания. В Костромской области дорогу на 2021 год так и не начали строить. Из-за плохого состояния существующей дороги от Заволжска до Островского мост практически не используется для транзитных перевозок, которые преимущественно осуществляются через Костромской мост.
Открытие моста поспособствовало закрытию местных пассажирских перевозок из Кинешмы и последующему банкротству Кинешемского речного порта.
Проведённая в 2011 году экспертиза показала, что при ветре более 20 м/с Кинешемский мост может так же раскачиваться и «танцевать», как и Волгоградский мост в 2010 году.

## В искусстве
- На Кинешемском мосту гибнут главные герои фильма «Овсянки» (2010).